# Jeu intérieur
Pour plus de détails, voir Fiche technique et Distribution.
Jeu intérieur (It's What's Inside) est une comédie horrifique américaine,, écrite et réalisée par Greg Jardin.
Le film montre une réunion pré-mariage qui se transforme en cauchemar psychologique pour un groupe d'amis d'université lorsqu'un invité surprise arrive avec une mystérieuse valise qui commence à déchirer le groupe.
Le film a été diffusé pour la première fois dans la section Minuit du Sundance Film Festival le 19 janvier 2024 et est sorti sur Netflix le 4 octobre 2024.

## Synopsis
Le couple Shelby, Cyrus et leurs amis Reuben, Dennis, Nikki, Brooke et Maya se réunissent chez la famille de Reuben pour une fête avant le mariage de Reuben. Leur ami commun Forbes, qu'ils n'ont pas vu depuis une fête à l'université pour laquelle Forbes a été expulsé pour avoir amené sa sœur Beatrice, lycéenne, sera également présent. Béatrice, obsédée par Dennis qui sortait avec Nikki, a été admise dans un établissement psychiatrique. Forbes arrive à la fête avec une valise. À l’intérieur du boîtier se trouve un dispositif qui leur permet d’échanger leurs corps. Forbes explique que lui et ses collègues l'utiliseraient pour jouer à un jeu où ils devraient deviner qui est dans leur corps. Après avoir fait une courte démonstration sur le groupe, ils finissent tous par accepter de participer, en prenant des photos Polaroid pour identification.
Lorsque le premier tour commence, le groupe devine à tort que Cyrus est dans le corps de Dennis. À la surprise de Cyrus (qui est en fait dans le corps de Reuben), Forbes, qui est celui dans le corps de Dennis, joue avec le mensonge, se faisant passer pour Cyrus. Décidant de jouer le jeu lui-même, Cyrus rencontre Maya qui est dans le corps de Nikki, et les deux s'embrassent.
Dérouté par le mensonge de Forbes, Cyrus refuse de participer au deuxième tour mais cède après que Shelby, initialement timide, ait accepté avec empressement d'y participer. Forbes explique que ce sera le dernier tour avant que la machine ne mette 24 heures à se recharger. Lorsque le tour commence, Shelby entre dans le corps de Nikki et est rapidement séduite par sa beauté et sa carrière réussie sur les réseaux sociaux. Cyrus, qui est dans le corps de Forbes, panique et exige qu'ils mettent fin au jeu. Alors que le groupe se rassemble dans la maison pour revenir en arrière, le balcon sur le toit de la maison s'effondre et Reuben dans le corps de Dennis et Brooke dans le corps de Maya qui étaient là-haut en train de faire l'amour, tombent vers la mort.
Se disputant sur ce qu'il faut faire, Forbes refuse de laisser le groupe appeler la police et laisser l'appareil entre ses mains. Dennis, furieux de la suggestion qu'il doit échanger le corps de Reuben, se dispute avec Cyrus et révèle que Cyrus n'a choisi Shelby que car il ne pouvait pas sortir avec Nikki. Dennis appelle la police, affirmant que Cyrus a tué Dennis et Maya. Forbes tente de fuir avec l'appareil mais est maîtrisé par Nikki. Shelby refuse de revenir en arrière et de quitter le corps de Nikki.
Cyrus essaie de se faire pardonner mais Maya dit à Shelby que Cyrus l'avait embrassée alors qu'il se faisait passer pour Forbes au premier tour du match. Forbes se réveille et Nikki essaie de le convaincre de faire l'échange. Shelby apparaît, menaçant de ruiner la carrière de Nikki avec une vidéo dommageable. Shelby propose que si Cyrus veut Nikki, alors elle peut rester dans le corps de Nikki, et il peut entrer dans le corps de Reuben, tandis que Dennis, dans le corps de Cyrus, prend la responsabilité de la mort. Nikki s'allie à Dennis pour revenir dans leur corps d'origine, et Nikki fait que Shelby ait une réaction allergique au beurre de cacahuète, refusant de céder le stylo épi à moins qu'elle ne soit remise dans son corps d'origine. Dennis découvre que l'argent de son fonds en fiducie a été transféré sur un compte offshore et accuse Cyrus. La police arrive à la maison alors que le groupe se bat et déclenche l'appareil.
Le lendemain, Béatrice arrive à la maison et découvre que le mariage a été annulé. En voyant Dennis dans le corps de Forbes, elle révèle qu'elle est le vrai Forbes et que Béatrice avait échangé son corps avec lui pour se venger de Dennis et Nikki. Par la suite, Shelby et Cyrus emprisonnés sont retournés dans leurs corps, tandis que Béatrice, maintenant dans le corps de Nikki, s'échappe avec l'argent de Dennis et l'appareil.

## Fiche technique
- Titre original : It's What's Inside
- Réalisation : Greg Jardin

## Distribution
- Brittany O'Grady (en) (VF : Zina Khakhoulia) : Shelby
- James Morosini (VF : Jim Redler) : Cyrus
- Gavin Leatherwood (VF : Arthur Khong) : Dennis
- Nina Bloomgarden (en) (VF : Léopoldine Serre) : Maya
- Alycia Debnam-Carey (VF : Laetitia Coryn) : Nikki
- Reina Hardesty (VF : Diane Dassigny) : Brooke
- Devon Terrell (en) (VF : Mike Fédée) : Reuben
- David W. Thompson (en) (VF : Julien Allouf) : Forbes
- Madison Davenport (VF : Sarah Brannens) : Beatrice

 Source et légende : version française (VF) sur RS Doublage et carton du doublage français.

## Production
En novembre 2022, Deadline Hollywood a rapporté que le film indépendant avait terminé sa production, après 18 jours de tournage à Portland, Oregon. Greg Jardin a réalisé et écrit le scénario. Brittany O'Grady, James Morosini, Alycia Debnam-Carey, Devon Terrell, Gavin Leatherwood, Reina Hardesty, Nina Bloomgarden, David W. Thompson et Madison Davenport complètent la distribution. Le film est co-produit par Such Content, Edith Productions et Boldly Go Productions. Produit par William Rosenfeld, Kate Andrews, Jason Baum et Raùl Domingo. Colman Domingo et Robert Kapp comme producteurs exécutifs. Andrew Hewitt a composé la musique du film.

## Sortie
Le film a eu sa première mondiale dans la section Minuit du Sundance Film Festival le 19 janvier 2024. Peu de temps après, Netflix a acquis les droits de distribution mondiale du film pour 17 millions de dollars dans le cadre de la plus grosse transaction conclue lors de cette édition du festival. Il a également été projeté à South by Southwest le 15 mars 2024. Le film est sorti sur Netflix le 4 octobre 2024.

## Réception
Sur le site agrégateur d'avis Rotten Tomatoes, 80 % des 61 avis critiques sont positifs, avec une note moyenne de 7,5/10. Le consensus du site Web se lit comme suit : "Intelligemment construit et sortant de l'écran avec une verve stylistique, It's What's Inside se concentre sur une fête de l'enfer dont le public peut profiter en toute sécurité." Metacritic, qui utilise une moyenne pondérée, a attribué le film une note de 57 sur 100, basée sur 21 critiques, indiquant des critiques « mitigées ou moyennes ».